# 4690 Strasbourg
4690 Strasbourg è un asteroide della fascia principale. Scoperto nel 1983, presenta un'orbita caratterizzata da un semiasse maggiore pari a 1,9374946 UA e da un'eccentricità di 0,1090420, inclinata di 16,91113° rispetto all'eclittica.
È dedicato alla città francese di Strasburgo.